# Dulce romance
Dulce romance es el 17º álbum de Lucía Méndez editado el año 1999. Los sencillos que destacaron de esta grabación son: «Perdóname», «Gracias por haberte ido», «Muérete de amor», «Rehilete» y «Cachito/Mi caprichito» .
El disco fue el último que grabó para Azteca Music, no obstante que posteriormente realizó el sencillo «Golpe bajo» tema central de la telenovela del mismo nombre protagonizada por Lucía Méndez, pero que no se incluyó en ningún disco compacto y que tiene dos versiones en bolero y balada.

## Temas
1. «Enemigos» (Homero Aguilar)
2. «Ya tú verás» (Mario de Jesús)
3. «Muérete de amor» (Rubén Amado)
4. «Perdóname» (Morales/Napier/Bell)
5. «Maldición» (Fernando Z. Maldonado)
6. «Rehilete» (Willy Chirino)
7. «Nunca jamás» (Eduardo Guerrer)
8. «Dulce romance» (Fernando Z. Maldonado)
9. «Polvo» (Homero Aguilar)
10. «Gracias por haberte ido» (Adolfo Ángel Alba)
11. «Quieres ser mi amante» (Camilo Blanes)
12. «Cachito/Mi caprichito» (Consuelo Velázquez Kuis Kalaff)
13. «Te regalo yo mis ojos» (Gabriela Ferrari/Pierro/Pentucci)
14. «Si el amor se va (Silvetti/ Juan Fco. Adorno)
15. «Qué esperas/Gracias amor» (Luis Demetrio) (Ricalde/Jorge A. Novelo)

- Una producción de Azteca Records dirigida y realizada por Chamín Correa y Willy Chirino.

## Créditos
- Arreglos: Chamín Correa
- Productor ejecutivo: José Luis Villareal
- A & R: Juan Carlos Alonso
- Asesor musical: José "Pepe" Cárdenas
- Fotografía: Adolfo Pérez Butrón
- Maquillaje: Eduardo Arias
- Coordinación de vestuario: Marco Corral
- Vestuario: Max Mara y Sarah Bustani
- Vestuario: Arturo Medellín Jr.